# Discografia de Pulp
A discografia de Pulp, banda inglesa de Britpop, consiste em sete álbuns de estúdio, nove coletâneas, dois álbuns ao vivo e 26 singles. Eles foram formados em 1978 por Jarvis Cocker e tiveram uma formação rotativa contínua até 1991. Entre 1991 e o hiato em 15 de dezembro de 2002, sua formação estava praticamente definida.  Eles ganharam destaque durante a era Britpop no início dos anos 1990 com seu álbum His 'n' Hers (1994).
Pulp lançou dois álbuns e oito singles na década de 1980, que atraiu pouca atenção do público ou da crítica.  Seu primeiro single nas paradas foi "Razzmatazz" (1994), que alcançou a posição 80 no UK Singles Chart. His 'n' Hers (1994) foi seu primeiro álbum nas paradas, alcançando a 9ª posição na UK Albums Chart.
À medida que o Pulp se tornou parte da cena musical Britpop, eles marcaram seus primeiros grandes sucessos, mais notavelmente "Common People" e "Disco 2000". Seu álbum Different Class de 1995 foi um sucesso comercial, alcançando o primeiro lugar no Reino Unido e ganhando platina quatro vezes. Dois outros álbuns, This Is Hardcore e We Love Life, alcançaram sucesso comercial moderado.
A Fire Records, proprietária do material dos três primeiros álbuns da banda, relançou o material do Pulp várias vezes depois de obter sucesso em uma série de compilações, a maioria das quais teve pouco sucesso comercial.
Em 2013, o Pulp lançou o single "After You", escrito alguns anos antes, mas nunca totalmente concluído ou lançado até então. Alcançou a posição 101 na UK Singles Chart  e posição 10 da UK Indie Chart. 

## Álbuns

### Álbuns de estúdio
| Ano                                             | Detalhes | Pico nas Paradas | Pico nas Paradas | Pico nas Paradas | Pico nas Paradas | Pico nas Paradas | Pico nas Paradas | Pico nas Paradas | Pico nas Paradas | Pico nas Paradas | Pico nas Paradas | Pico nas Paradas | Certificações                     |
| Ano                                             | Detalhes | UK               | AUS              | AUT              | BEL              | CAN              | FRA              | GER              | NOR              | NZL              | SWE              | SWI              | Certificações                     |
| ----------------------------------------------- | --- | ---------------- | ---------------- | ---------------- | ---------------- | ---------------- | ---------------- | ---------------- | ---------------- | ---------------- | ---------------- | ---------------- | --------------------------------- |
| 1983                                            | It - Lançamento: 18 de abril de 1983 - Gravadora: Red Rhino (REDLP29) - Formatos: CD, LP                        | —                | —                | —                | —                | —                | —                | —                | —                | —                | —                | —                |                                   |
| 1987                                            | Freaks - Lançamento: 11 de maio de 1987 - Gravadora: Fire (FIRELP5) - Formatos: CD, Cassete, LP                 | —                | —                | —                | —                | —                | —                | —                | —                | —                | —                | —                |                                   |
| 1992                                            | Separations - Lançamento: 19 de junho de 1992 - Gravadora: Fire (FIRE11026) - Formatos: CD, Cassete, LP         | —                | —                | —                | —                | —                | —                | —                | —                | —                | —                | —                |                                   |
| 1994                                            | His 'n' Hers - Lançamento: 18 de abril de 1994 - Gravadora: Island (ILPS8025) - Formatos: CD, Cassete, LP       | 9                | —                | —                | —                | —                | —                | —                | —                | —                | —                | —                | - BPI: Ouro                       |
| 1995                                            | Different Class - Lançamento: 30 de outubro de 1995 - Gravadora: Island (ILPS8041) - Formatos: CD, Cassete, LP  | 1                | 44               | 24               | 47               | 36               | —                | 71               | 19               | 37               | 7                | —                | - BPI: 4× Platina - IFPI: Platina |
| 1998                                            | This Is Hardcore - Lançamento: 30 de março de 1998 - Gravadora: Island (ILPSD 8066) - Formatos: CD, Cassete, LP | 1                | 15               | 20               | 44               | 32               | 9                | 24               | 10               | 12               | 14               | 31               | - BPI: Ouro                       |
| 2001                                            | We Love Life - Lançamento: 22 de outubro de 2001 - Gravadora: Island (ILPS8110) - Formatos: CD, LP              | 6                | 46               | 36               | —                | 26               | 41               | 25               | —                | —                | 46               | 78               | - BPI: Prata                      |
| "—" denota álbuns que não entraram nas paradas. | |                  |                  |                  |                  |                  |                  |                  |                  |                  |                  |                  |                                   |

### Álbuns de compilação
| Ano  | Detalhes | Pico nas Paradas | Pico nas Paradas | Certificações  |
| Ano  | Detalhes | UK               | UK Indie         | Certificações  |
| ---- | --- | ---------------- | ---------------- | -------------- |
| 1993 | Intro – The Gift Recordings - Lançamento: outubro de 1993 - Gravadora: Island (ILPM2076) - Formato: CD, LP, Cassete                                     | —                | 23               |                |
| 1994 | Masters of the Universe (Pulp on Fire 1985–86) - Lançamento: 24 de junho de 1994 - Gravadora: Fire (FIRELP36) - Formato: CD, LP, Cassete                | —                | —                |                |
| 1996 | Countdown 1992–1983 - Lançamento: 11 de março de 1996 - Gravadora: Nectar Masters (Reino Unido), MCA (EUA) (NTMLP521) - Formatos: 2×CD, 2×LP, 2×Cassete | 10               | —                |                |
| 1998 | Pulp Goes to the Disco - Lançamento: 13 de julho de 1998 - Gravadora: Connisseur Collection (VSOPCD 26) - Formato: CD                                   | —                | —                |                |
| 1998 | Freshly Squeezed... the Early Years - Lançamento: 1 de setembro de 1998 - Gravadora: EMI (79737) - Formato: CD                                          | —                | —                |                |
| 1998 | Primal: The Best of the Fire Years 1983–1992 - Lançamento: 12 de outubro de 1998 - Gravadora: Music Collection Int. (MCCD375) - Formato: CD             | —                | —                |                |
| 1999 | On Fire - Lançamento: 29 de novembro de 1999 - Gravadora: Snapper Music (SMCCD 247) - Formato: 2×CD                                                     | —                | —                |                |
| 2002 | Hits - Lançamento: 18 de novembro de 2002 - Gravadora: Universal Island (CID8126) - Formato: CD                                                         | 71               | —                | - BPI: Platina |
| 2003 | Pulp It Up - Lançamento: 20 de outubro de 2003 - Gravadora: Snapper Music (SMDCD463) - Formato: CD                                                      | —                | —                |                |

### Álbuns ao vivo
| Ano  | Detalhes |
| ---- | --- |
| 2006 | The Peel Sessions - Lançamento: 23 de outubro de 2006 - Gravadora: Universal Island (9841397) - Formato: 2×CD                                   |
| 2012 | Party Clowns: Live in London 1991 - Lançamento: 12 de novembro de 2012 - Gravadora: Floating World (FLOATM6180) - Formato: CD, Download digital |

## Box sets
| Ano  | Detalhes                                                                                                  | Notas |
| ---- | --- | --- |
| 1996 | Simply Fuss Free - Lançamento: Julho de 1996 - Gravadora: Island - Formato: 6×CD                          | - Inclui os singles "Do You Remember the First Time?", "Common People" ('daytime'), "Mis-Shapes" / "Sorted for E's & Wizz" (ambas as versões) e "Disco 2000" (ambas as versões) - Lançado apenas na Austrália |
| 1999 | Pulped: 1983–1992 - Lançamento: 31 de maio de 1999 - Gravadora: Cooking Vinyl (COOKCD178) - Formato: 4×CD | - Inclui os álbuns It, Freaks, Separations e Masters of the Universe (compilação) |

## Singles e EPs
| Ano                                             | Single                                 | Pico nas Paradas | Pico nas Paradas | Pico nas Paradas | Pico nas Paradas | Pico nas Paradas | Pico nas Paradas | Pico nas Paradas | Pico nas Paradas | Pico nas Paradas | Pico nas Paradas | Certificações     | Álbum            |
| Ano                                             | Single                                 | UK               | AUS              | AUT              | FIN              | FRA              | GER              | IRE              | NOR              | SWE              | SWI              | Certificações     | Álbum            |
| ----------------------------------------------- | -------------------------------------- | ---------------- | ---------------- | ---------------- | ---------------- | ---------------- | ---------------- | ---------------- | ---------------- | ---------------- | ---------------- | ----------------- | ---------------- |
| 1983                                            | "My Lighthouse"                        | —                | —                | —                | —                | —                | —                | —                | —                | —                | —                |                   | It               |
| 1983                                            | "Everybody's Problem"                  | —                | —                | —                | —                | —                | —                | —                | —                | —                | —                |                   | Single sem álbum |
| 1985                                            | "Little Girl (With Blue Eyes)"         | —                | —                | —                | —                | —                | —                | —                | —                | —                | —                |                   | Single sem álbum |
| 1986                                            | "Dogs Are Everywhere"                  | —                | —                | —                | —                | —                | —                | —                | —                | —                | —                |                   | Single sem álbum |
| 1987                                            | "They Suffocate at Night"              | —                | —                | —                | —                | —                | —                | —                | —                | —                | —                |                   | Freaks           |
| 1987                                            | "Master of the Universe"               | —                | —                | —                | —                | —                | —                | —                | —                | —                | —                |                   | Freaks           |
| 1991                                            | "My Legendary Girlfriend"              | —                | —                | —                | —                | —                | —                | —                | —                | —                | —                |                   | Separations      |
| 1991                                            | "Countdown"                            | —                | —                | —                | —                | —                | —                | —                | —                | —                | —                |                   | Separations      |
| 1992                                            | "O.U. (Gone, Gone)"                    | —                | —                | —                | —                | —                | —                | —                | —                | —                | —                |                   | Single sem álbum |
| 1992                                            | "Babies"                               | —                | —                | —                | —                | —                | —                | —                | —                | —                | —                | - BPI: Prata      | Single sem álbum |
| 1993                                            | "Razzmatazz"                           | 80               | —                | —                | —                | —                | —                | —                | —                | —                | —                |                   | Single sem álbum |
| 1993                                            | "Lipgloss"                             | 50               | —                | —                | —                | —                | —                | —                | —                | —                | —                |                   | His 'n' Hers     |
| 1994                                            | "Do You Remember the First Time?"      | 33               | —                | —                | —                | —                | —                | —                | —                | —                | —                | - BPI: Prata      | His 'n' Hers     |
| 1994                                            | The Sisters EP                         | 19               | 197              | —                | —                | —                | —                | —                | —                | —                | —                |                   | His 'n' Hers     |
| 1995                                            | "Common People"                        | 2                | 65               | —                | —                | 49               | 77               | 9                | 5                | 4                | 42               | - BPI: 2× Platina | Different Class  |
| 1995                                            | "Sorted for E's & Wizz" / "Mis-Shapes" | 2                | —                | —                | 15               | —                | —                | 6                | —                | 25               | —                | - BPI: Prata      | Different Class  |
| 1995                                            | "Disco 2000"                           | 7                | 35               | 14               | 9                | —                | 47               | 13               | —                | 41               | —                | - BPI: Platina    | Different Class  |
| 1996                                            | "Something Changed"                    | 10               | —                | —                | —                | —                | —                | 30               | —                | —                | —                |                   | Different Class  |
| 1997                                            | "Help the Aged"                        | 8                | 85               | —                | —                | —                | —                | —                | —                | 56               | —                |                   | This Is Hardcore |
| 1998                                            | "This Is Hardcore"                     | 12               | 64               | —                | 16               | 98               | —                | —                | —                | —                | —                |                   | This Is Hardcore |
| 1998                                            | "A Little Soul"                        | 22               | —                | —                | —                | —                | —                | —                | —                | —                | —                |                   | This Is Hardcore |
| 1998                                            | "Party Hard"                           | 29               | 90               | —                | —                | —                | —                | —                | —                | —                | —                |                   | This Is Hardcore |
| 2001                                            | "Sunrise" / "The Trees"                | 23               | —                | —                | —                | —                | —                | —                | —                | —                | —                |                   | This Is Hardcore |
| 2002                                            | "Bad Cover Version"                    | 27               | —                | —                | —                | —                | —                | —                | —                | —                | —                |                   | We Love Life     |
| 2013                                            | "After You"                            | 101              | —                | —                | —                | —                | —                | —                | —                | —                | —                |                   | Single sem álbum |
| "—" denota álbuns que não entraram nas paradas. |                                        |                  |                  |                  |                  |                  |                  |                  |                  |                  |                  |                   |                  |

## Outros
| Título                              | Ano  | Álbum                                                   |
| ----------------------------------- | ---- | ------------------------------------------------------- |
| "What Do You Say?"                  | 1982 | Your Secret's Safe with Us                              |
| "Whiskey in the Jar"                | 1996 | Childline                                               |
| "Mile End"                          | 1996 | Trainspotting: Music from the Motion Picture            |
| "All Time High"                     | 1997 | Shaken and Stirred: The David Arnold James Bond Project |
| "Like a Friend"                     | 1998 | Great Expectations: The Album                           |
| "Le Roi des Fourmis"                | 1999 | A Tribute to Polnaref                                   |
| "Born to Cry"                       | 1999 | Notting Hill: Music from the Motion Picture             |
| "My Body May Die"                   | 2000 | Randall & Hopkirk (Deceased): The Soundtrack            |
| "Grandfather's Nursery"[a]          | 2005 | 100% Sinnamon                                           |
| "Party Hard" (Christopher Just Mix) | 2008 | Dirty Sanchez                                           |

↑ "Grandfather's Nursery" também foi lançada como uma faixa de download gratuito pela Amazon.com em 2002.

### Outras aparições
| Ano  | Álbum                           | Faixa(s)                                                                                  |
| ---- | ------------------------------- | ----------------------------------------------------------------------------------------- |
| 1996 | Evening Session: Priority Tunes | Inclui a performance de Pulp da música "Babies"                                           |
| 1996 | ...Later Volume One: Brit Beat  | Inclui uma versão ao vivo da música "I Spy"                                               |
| 1997 | Long Live Tibet                 | Inclui uma versão ao vivo da música "Live Bed Show"                                       |
| 2002 | 4 Scott                         | Álbum tributo à Scott Piering inclui performance ao vivo das músicas "Babies" e "Sunrise" |
| 2014 | Britpop at the BBC              | Inclui a performance de Pulp da música "Lipgloss"                                         |

## Vídeos

### Álbuns de vídeo
| Ano  | Detalhes | Certificações |
| ---- | --- | ------------- |
| 1995 | Sorted for Films & Vids - Lançamento: Novembro de 1995 - Gravadora: Polygram Video - Formato: VHS                                                | - BPI: Ouro   |
| 1996 | F.E.E.L.I.N.G.C.A.L.L.E.D.L.I.V.E - Lançamento: Outubro de 1996 - Gravadora: Polygram Video - Formato: VHS                                       |               |
| 1998 | The Park Is Mine - Lançamento: Novembro de 1998 - Gravadora: Polygram Video - Formato: VHS                                                       |               |
| 2002 | Hits - Lançamento: 9 de dezembro de 2002 - Gravadora: Island Universal (0634169) - Formato: DVD                                                  |               |
| 2005 | Ultimate Live - Lançamento: 20 de junho de 2005 - Gravadora: Universal (LC01846 / 0602498296165 ) - Formato: DVD                                 |               |
| 2014 | Pulp: A Film About Life, Death And Supermarkets - Lançamento: 9 de março de 2014 - Gravadora: Soda Pictures - Formato: Clu + Blu-ray + DVD e PAL |               |

### Videoclipes
| Ano  | Título                            | Diretor(es)                    |
| ---- | --------------------------------- | ------------------------------ |
| 1985 | "Manon"                           | James Eaton e Simon Hinkler    |
| 1986 | "They Suffocate at Night"         | Michael Geoghegan              |
| 1991 | "My Legendary Girlfriend"         | Martin Wallace e Jarvis Cocker |
| 1991 | "Countdown"                       | Martin Wallace e Jarvis Cocker |
| 1992 | "Babies" (Versão original)        | Martin Wallace e Jarvis Cocker |
| 1993 | "Razzmatazz"                      | Martin Wallace e Jarvis Cocker |
| 1993 | "Lipgloss"                        | Martin Wallace e Jarvis Cocker |
| 1994 | "Do You Remember the First Time?" | Pedro Romhanyi                 |
| 1994 | "Babies" (Versão de 1994)         | Pedro Romhanyi                 |
| 1995 | "Common People"                   | Pedro Romhanyi                 |
| 1995 | "Mis-Shapes"                      | Pedro Romhanyi                 |
| 1995 | "Sorted For E's & Wizz"           |                                |
| 1995 | "Disco 2000"                      | Pedro Romhanyi                 |
| 1995 | "Something Changed"               | Pedro Romhanyi                 |
| 1997 | "Help the Aged"                   | Hammer & Tongs                 |
| 1998 | "This Is Hardcore"                | Doug Nichol                    |
| 1998 | "A Little Soul"                   | Hammer & Tongs                 |
| 1998 | "Party Hard"                      | Mike Mills                     |
| 2001 | "The Trees"                       | Phil Harder                    |
| 2001 | "Bad Cover Version"               | Martin Wallace e Jarvis Cocker |